# Altluneberg
Altluneberg (niederdeutsch Oolluunbarg) ist ein Ortsteil der Ortschaft Wehdel und gehört politisch zur Einheitsgemeinde Schiffdorf im niedersächsischen Landkreis Cuxhaven.

## Geografie

### Lage
Das Kirchdorf Altluneberg befindet sich an der Geeste im Norden von Wehdel, etwa 15 Kilometer östlich von Bremerhaven entfernt.

### Nachbarorte
|           | Ringstedt (Stadt Geestland)                 | Köhlen (Stadt Geestland) |
| Sellstedt | Kompassrose, die auf Nachbargemeinden zeigt |                          |
|           | Wehdel                                      | Geestenseth              |

(Quelle:)

## Geschichte
Der Ort war Sitz der Herren von Luneberg. Sie dienten den Erzbischöfen von Bremen als Erbkämmerer. Im 13. Jahrhundert errichteten sie die – inzwischen abgegangene – Burg Altluneberg, von der das Dorf seinen Namen hat. Der Ort hieß zuerst Luneberg und wurde erst, als ein weiterer Ort in der Umgebung den gleichen Namen bekam und Frisch-Luneberg, heute Freschluneberg, genannt wurde, in Alt-Luneberg, heute Altluneberg, umbenannt.
Altluneberg gehörte in der Vergangenheit zum Steuerbezirk der Börde Beverstedt. Jedoch lässt sich um 1768 nachweisen, dass Altluneberg einen „Adeligen freien Damm“ innerhalb des Gerichtes Beverstedt bilden durfte, was besondere Rechte beinhaltete. Während der Franzosenzeit um 1810 war Altluneberg Teil der Kommune Ringstedt im Departement der Wesermündungen. 1851 wurde das freie Burggericht aufgehoben und Altluneberg dem Amt Beverstedt zugeordnet. Ab 1859 gehörte der Ort zum Amt Lehe, 1885 zum Kreis Geestemünde und ab 1932 zum Landkreis Wesermünde, dem Vorläufer des heutigen Landkreises Cuxhaven. Die Landgemeinde Altluneberg wurde 1840 und die Gemarkung Altluneberg 1876 gebildet.

### Eingemeindungen
Am 4. April 1967 wurde die Gemeinde  ein Ortsteil der Gemeinde Wehdel.
Im Zuge der Gebietsreform in Niedersachsen vom 1. März 1974 wurde Altluneberg ein Ortsteil der Einheitsgemeinde Schiffdorf.

### Einwohnerentwicklung
| Jahr | Einwohner | Quelle |
| ---- | --------- | ------ |
| 1824 | 00–0 ¹    | [ 10 ] |
| 1848 | 0198 ²    | [ 11 ] |
| 1910 | 272       | [ 12 ] |
| 1925 | 277       | [ 13 ] |
| 1933 | 279       | [ 13 ] |

| Jahr | Einwohner | Quelle |
| ---- | --------- | ------ |
| 1939 | 271       | [ 13 ] |
| 1950 | 436       | [ 14 ] |
| 1956 | 328       | [ 14 ] |
| 1961 | 315       | [ 1 ]  |
| 2017 | 250       | [ 2 ]  |

¹ 35 Feuerstellen

² in 36 Häusern (incl. des örtlichen Gutes)
|  |

## Politik

### Ortsrat und Ortsbürgermeister
Altluneberg wird auf kommunaler Ebene vom Ortsrat der Ortschaft Wehdel vertreten.

### Wappen
Der Entwurf des Kommunalwappens von Altluneberg stammt von dem Heraldiker und Wappenmaler Gustav Völker, der zahlreiche Wappen im Landkreis Cuxhaven erschaffen hat.
| Wappen von Altluneberg | Blasonierung: „Innerhalb schwarzer, mit 14 silbernen Pfennigen belegter Bordüre geteilt, oben in silber ein roter Burgturm mit fünf Zinnen, unten in Rot ein silberner Streifen in Wellenschnitt.“ |
| Wappen von Altluneberg | Wappenbegründung: Der geteilte Schild von Silber über Rot mit der schwarzen Bordüre und den silbernen Pfennigen ist das Wappen des Adelsgeschlechtes „von Luneberg“. Der Burgturm erinnert an den Erbsitz des Geschlechts, das bis zu seinem Erlöschen im Jahre 1641 Altluneberg besaß. Der Streifen in Wellenschnitt weist auf die Geeste hin. |

## Kultur und Sehenswürdigkeiten

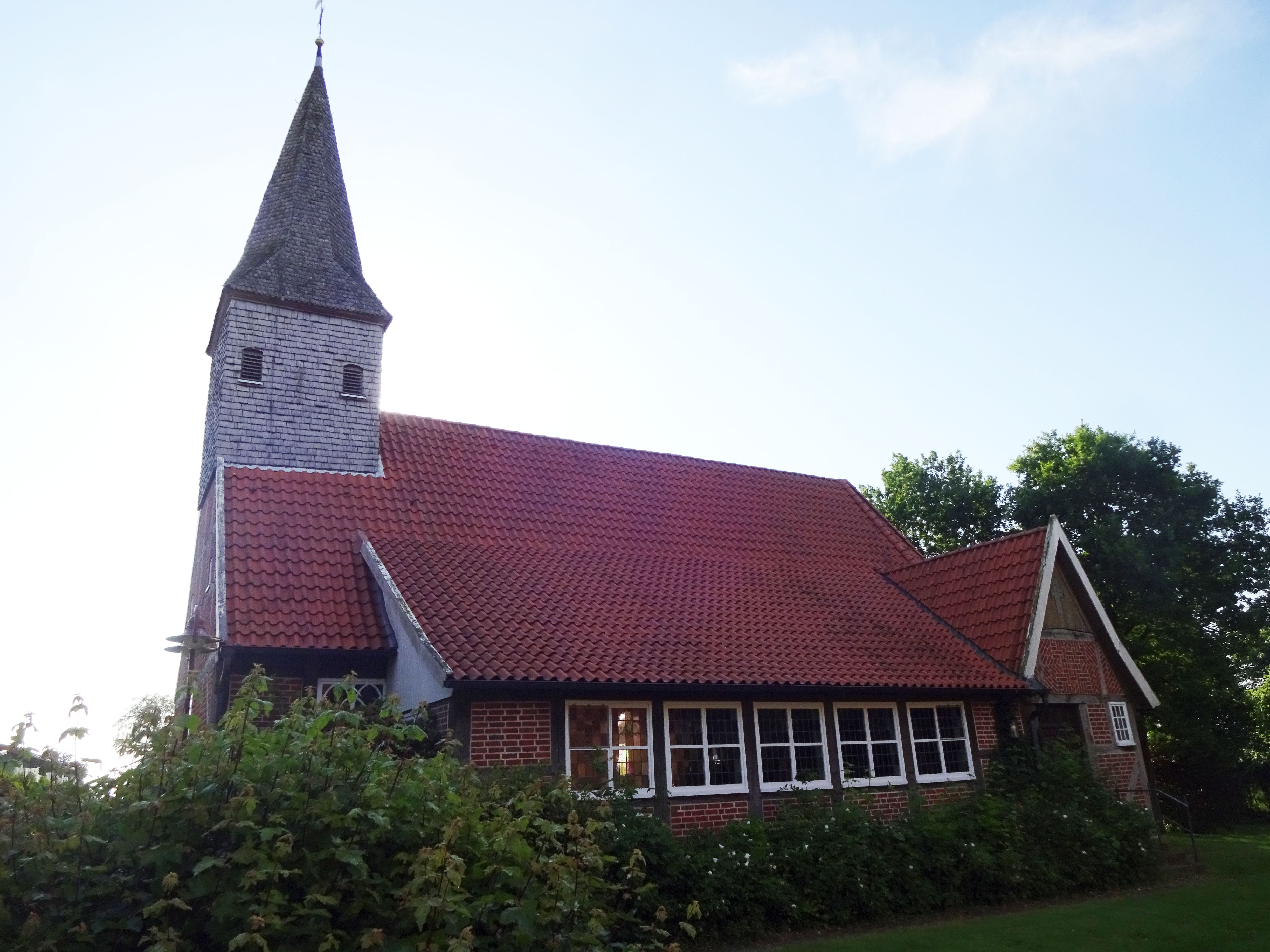
Kirche in Altluneberg

### Bauwerke
- Kirche Altluneberg aus dem 16. Jahrhundert, mehrfach umgebaut und zuletzt 1993/94 saniert[16]
- Pfarrhaus Altluneberger Straße 134 von 1905
- Oldenburger Haus von 1644 und 1671, benannt nach dem Joachim von Oldenburg, Fachwerkhaus in dem regelmäßig Kulturveranstaltungen stattfinden.
- Rittergut Altluneberg mit Gutshaus von 1784[7], Verwalter- und  Gesindehaus von 1785/87, Scheune, Ställe und Remise sowie fünf Hektar großer historischer Park mit See. 2009 inszenierte das Theaterprojekt Das letzte Kleinod auf dem Rittergut eine Vorstellung vom Umbruch des Gutes.[17]
- Wohn- und Wirtschaftsgebäude Altluneberger Straße 132, Hallenhaus von 1827

### Denkmäler
In Altluneberg steht ein Kriegerdenkmal für die Gefallenen und Vermissten aus dem Ersten und Zweiten Weltkrieg.

### Naturschutzgebiete
Nördlich des Dorfes befindet sich der Altluneberger See, heute ein Teil des Naturschutzgebietes der Geesteniederung.

## Wirtschaft und Infrastruktur

### Öffentliche Einrichtungen
Freiwillige Feuerwehr Altluneberg

### Verkehr
Der Elbe-Weser-Radweg führt direkt durch Altluneberg.
Der Ort ist über ein regelmäßig verkehrendes Anruf-Sammel-Taxi (AST) an den öffentlichen Personennahverkehr angebunden.

### Vereine, Sport
- Sportplatz
- Schützenverein Altluneberg mit Schießsportanlage
- Förderverein Oldenburger Haus

## Persönlichkeiten
Söhne und Töchter des Ortes
- August Johann Michael Encke (1749–1795), evangelisch-lutherischer Geistlicher und Archidiakon an der Hauptkirche Sankt Jacobi in Hamburg
- Karl Hemeyer (* 1950), Autor und Schauspieler, im englischsprachigen Raum auch bekannt als Christopher Karl Hemeyer